# Senaki
Senaki (gruzínsky სენაკი) je západogruzínské město nacházející se v nížinné části regionu Samegrelo – Horní Svanetie. Za sovětské éry se město v letech 1933 až 1976 jmenovalo Micha Cchakaja a od 1976 do 1989 Cchakaja podle gruzínského bolševického revolucionáře Michaila Cchakaji. V Senaki žije 21 596 obyvatel.
Městem Senaki prochází železniční trasa spojující přístav Poti s Tbilisi a ve městě samotném je rozvinutý průmysl. Nachází se zde podniky na výrobu koberců, strojírenské továrny a potravinářské podniky. Z potravinářských produktů se v Senaki vyrábí hlavně víno, zdejší čaj a mléčné výrobky. Ve městě byla také zřízena pobočka Gruzínské technické univerzity.
Poblíž Senaki se nachází vojenská základna a základna gruzínského letectva. Ta proslula zejména vzpourou místních vojáků v roce 1998. V roce 2008 se zde odehrávala jedna z bitev mezi Gruzínci a Rusy v rámci války v Jižní Osetii.

## Partnerská města
- Rakvere, Estonsko